# Alegerea guvernatorului UTA Găgăuzia, 2015
Alegerile pentru postul de bașcan al Găgăuziei au avut loc în data de 22 martie 2015, în cadrul autonomiei Gagauz-Yeri, din sudul Republicii Moldova. În urma acestora Irina Vlah a fost aleasă guvernator (bașcan) al regiunii pentru o perioadă de 4 ani. 

## Efectuarea alegerilor
Adunarea Populară a luat decizia cu privire la petrecerea alegerilor în cadrul ședinței extraordinare din 27 decembrie (2014). Cel de-al doilea tur de scrutin, dacă ar fi fost necesar, s-ar fi organizat pe 5 aprilie (2015).
În cadrul aceleeași ședințe, Adunarea Populară a Găgăuziei a făcut modificări în legislația privind alegerea bașcanului. Potrivit modificărilor operate, candidații pentru funcția de bașcan au fost nevoiți să prezinte cel puțin 5.000 de semnături în susținerea lor, dar nu mai mult de 6.000. Votul s-a făcut cu aplicarea ștampilei „Seçtim” (am ales).
La 23 februarie 2015 buletinele de vot au fost aprobate de către Comisia Electorală Centrală din Găgăuzia. Numele candidatului electoral va fi amplasat pe foaie în conformitate cu numărul extras în urma tragerii la sorți. „Buletinele vor fi tipărite în trei limbi. Consiliile locale vor scrie cereri prin care vor solicita numărul de buletine de vot necesare și ulterior acestea vor fi tipărite în găgăuză, română și rusă”, a afirmat Valentin Cara, președinte CEC Găgăuzia.

## Rapoarte de cheltuieli
Conform rapoartelor de până la 19 februarie, cel mai mult a cheltuit pe campania electorală candidatul independent Irina Vlah, circa 145.000 de lei. Ea este urmată de Alexandr Stoianoglo cu circa 50.000 de lei, Ruslan Garbalî – circa 40.000 de lei și Nicolai Dudoglo – circa 21.000 de lei. Restul candidaților au avut cheltuieli nesemnificative sau nu le-au avut deloc. 

## Rezultate (preliminare)
| Irina Vlah          | PSRM        | 32,543 | 51.01 |
| Nicolai Dudoglo     | PDM         | 12,154 | 19.05 |
| Valerii Ianioglo    | Independent | 5,080  | 7.96  |
| Dmitrii Croitor     | Independent | 3,956  | 6.20  |
| Oleg Garizan        | Independent | 3,257  | 5.11  |
| Ruslan Garbalî      | Independent | 3,175  | 4.98  |
| Alexandr Stoianoglo | Independent | 3,172  | 4.97  |
| Leonid Dobrov       | Independent | 252    | 0.40  |
| Serghei Cernev      | Independent | 120    | 0.19  |
| Ilia Anastasov      | Independent | 84     | 0.13  |
| Total               | Total       | 63,793 | 100   |
| Sursă:              |             |        |       |

### Prezența la vot
| 9:45   | 5.3%  |
| 12:30  | 25.8% |
| 15:30  | 42.8% |
| 18:30  | 52.0% |
| 21:00  | 58.1% |
| Total  |       |
| Surse: |       |

## Legături externe
- Milioane pentru alegerile din Găgăuzia Jurnal TV. Accesat la 16.02.2015